# Klithede
Klithede eller Kystklitter med dværgbuskvegetation er betegnelsen for en prioriteret naturtype i Habitatdirektivets bilag I, som er udpegningsgrundlag for biotoper i Natura 2000. Det er "Stabile gamle klitter bag de ydre klitter, med et mere eller mindre lukket vegetationsdække præget af lav gyvel, pors og/eller dværgbuske - f.eks. revling, hedelyng, klokkelyng eller visse. Da klitter opdeles i over 5 forskellige naturtyper, kan klitheden indgå i mosaikvegetationer med urteagtige klitvegetationer, krat eller træbestande i klitter.

## Dannelsesforhold
Naturtypen dannes på gamle kystklitter, og findes hovedsageligt langs den nordvestlige del af vestkysten i Thy og Vendsyssel, for eksempel i Hanstholm-reservatet, på Hulsig Hede syd for Skagen, men også på Læsø. I Danmark langs vestkysten er disse typer klit meget udbredte, men på europæisk plan er de mere sjældne og truede. Naturtypen kan vokse til med invasive arter som rynket rose, bjergfyr
og stjernebredribbe 

## Plantevækst
- Almindelig engelsød,
- Almindelig kællingetand,
- Revling,
- Bølget Bunke,
- Almindelig cypresmos,
- Farvevisse,
- Hedelyng,
- Klitvintergrøn,
- Klokkelyng,
- Kostkløvtand,
- Sandhjælme,
- Sandstar,
- Smalbladet høgeurt,
- Trind fyrremos.